# Jaderná elektrárna Dukovany
Jaderná elektrárna Dukovany (EDUK, v Česku též EDU, dříve JEDU) je jaderná elektrárna na území České republiky poblíž obce Dukovany (okres Třebíč), na hranici Kraje Vysočina a Jihomoravského kraje. Jedná se o jednu ze dvou současně plánovaných jaderných elektráren v Československu (spolu s JE Jaslovské Bohunice na západním Slovensku). Leží přibližně 25 kilometrů jihovýchodně od Třebíče v trojúhelníku, který je vymezen obcemi Dukovany, Slavětice a Rouchovany, poblíž PVE Dalešice, jejíž dolní nádrž (Vodní nádrž Mohelno) slouží jako zdroj chladicí vody.

## Charakteristika

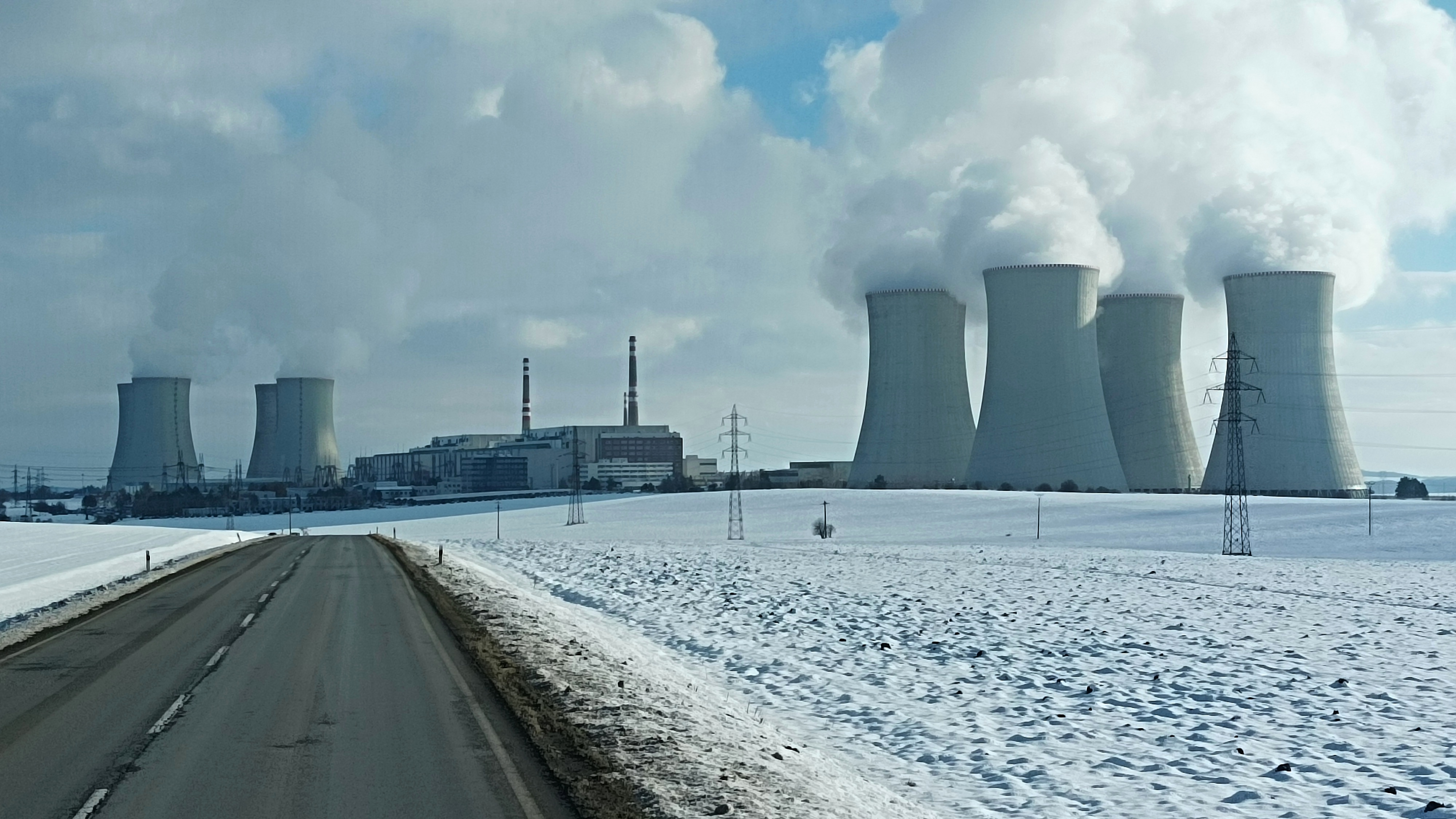
Pohled na elektrárnu ze severozápadu

V EDU jsou v provozu čtyři energetické jednotky s tlakovodními reaktory. Uvedeny do provozu byly v letech 1985 až 1987. Výkon elektrárny byl po spuštění 1760 MW (4 × 440 MW). Po postupné, ale dlouhodobé modernizaci dosáhla elektrárna v roce 2025 instalovaného výkonu 2048 MW (4 x 512 MW). Majitelem i provozovatelem elektrárny je firma ČEZ, která každoročně investuje do EDU řádově jednotky miliard korun. Ředitelem elektrárny je od června 2020 Roman Havlín.
V roce 2017 obdržela elektrárna nové provozní licence pro všechny bloky na dobu neurčitou. Předpokládaný provoz stávajících bloků je do roku 2047. Pro potřeby EDU bylo současně vybudováno Vodní dílo Dalešice sloužící jako zásobárna chladicí vody a nouzový zdroj elektrické energie v případě blackoutu. Kapacita vodního díla je 127 milionů m³ vody.
V roce 2023 vyrobila EDU 14,3 TWh elektrické energie a dlouhodobě pokrývá asi 20 % z celkové spotřeby elektřiny v České republice. Výroba elektřiny, kterou JE Dukovany vyrobila za 35 let provozu (1985-2020), by v hnědouhelné elektrárně znamenala kromě emisí SO2 a NOx, také 316 milionů tun CO2. Vytěženo by muselo být 253 miliónů tun hnědého uhlí.
K 1. lednu 2025 zaměstnávala firma ČEZ přímo v EDU 1680 zaměstnanců. Přibližně polovina měla vysokoškolské vzdělání a průměrný věk zaměstnanců byl 43 let. V roce 2024 nastoupilo do elektrárny 247 nových zaměstnanců. Jde o rekordní číslo související s plánovanou dostavbou dvou nových reaktorových bloků. Další vyšší stovky zaměstnanců pracují také přímo v elektrárně, ale jsou zaměstnanci jiných dodavatelských firem. Celkem zaměstnává JE Dukovany přibližně 3000 pracovníků. Jedná se tak o největšího zaměstnavatele v regionu. Studie Univerzity Karlovy ukázala, že s provozem EDU souvisí celkem až třicet tisíc pracovních míst.

## Historie

Katastrální území při EDU. Zaniklé obce vyznačeny kurzivou

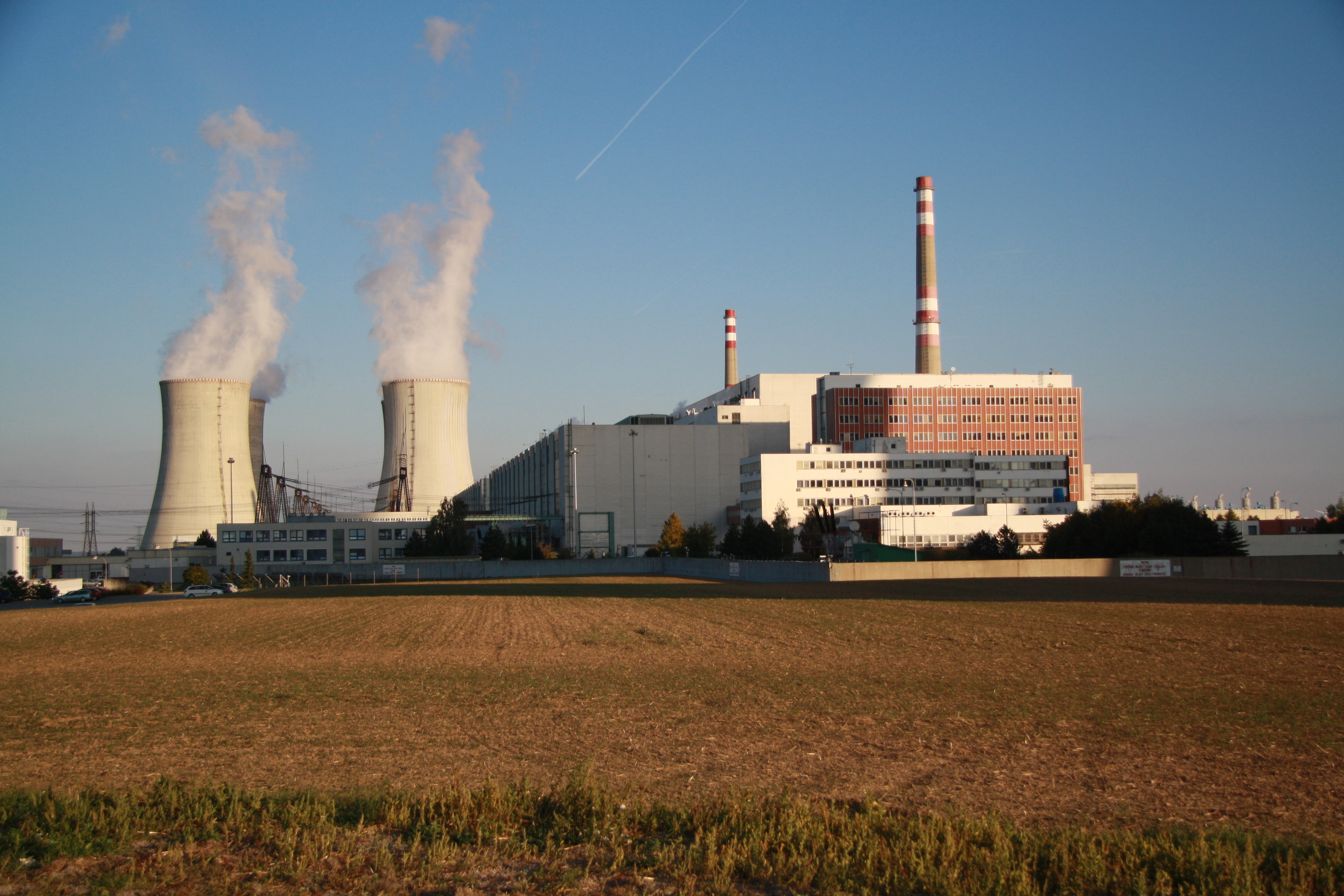
Pohled na elektrárnu z východu, bývalé území Lipňan

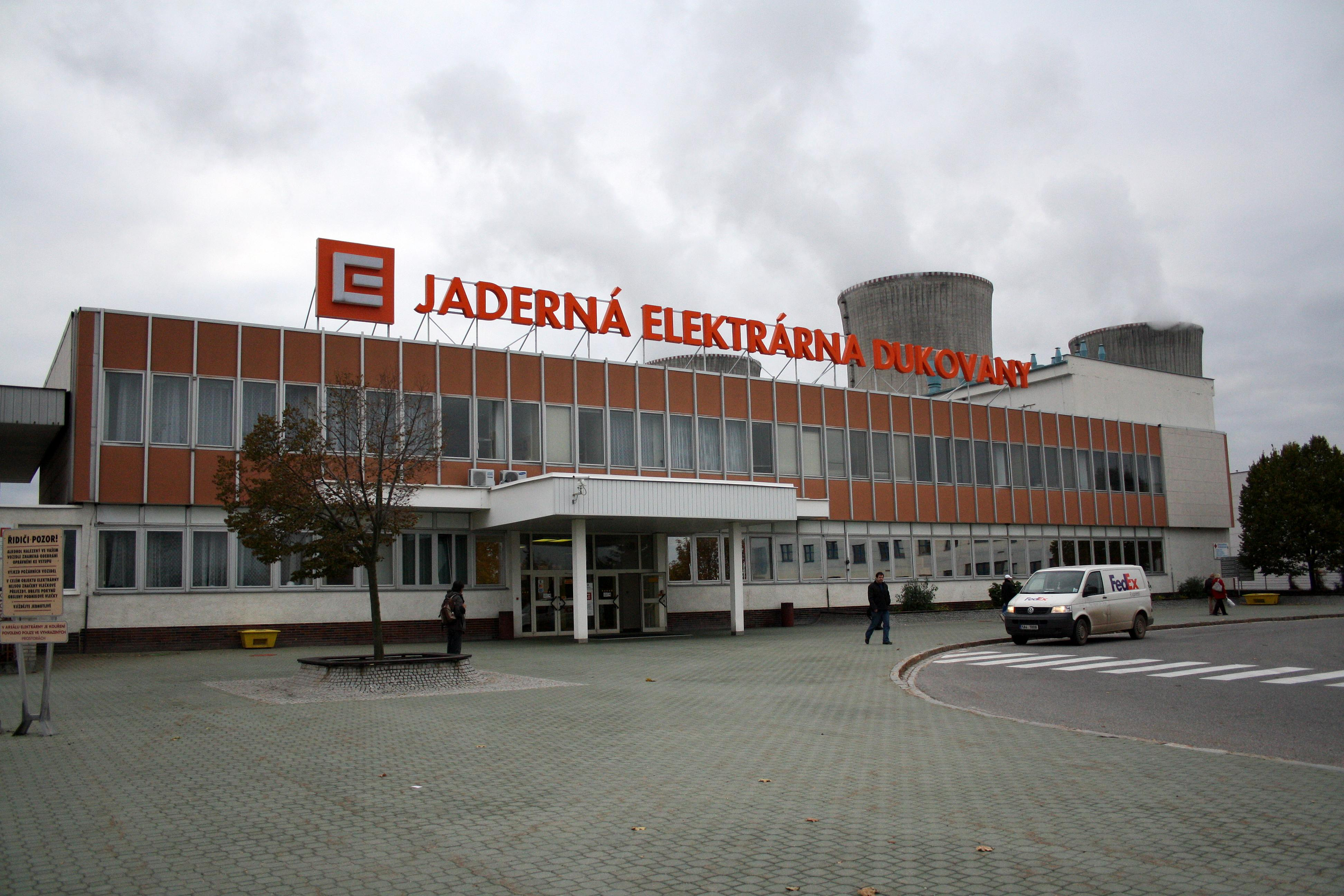
Hlavní vchod EDU

### Počátky
V roce 1970 Československo a Sovětský svaz ratifikovaly smlouvu o dodávce čtyř jaderných reaktorů do Československa. Tyto čtyři reaktory se měly rozdělit do lokalit Jaslovské Bohunice a Dukovany. Původně šlo o typizované bloky VVER-440/230, přímé předchůdce typizovaného projektu VVER-440/213. Označení zařízení mělo být V1 pro Jaslovské Bohunice a V2 pro Dukovany a výstavba měla začít v letech 1972 a 1973. Plánování projektu Dukovan začalo v roce 1971 a měly být vybudovány pouze dva bloky typu VVER-440/230 (To je také důvod, proč na rozdíl od typově identické elektrárny Mochovce jsou turbínové haly rozděleny a nejsou přímo propojeny). Práce v lokalitě byly zahájeny v roce 1974. Československo však požadovalo výstavbu čtyř bloků v Dukovanech a dalších čtyř v Jaslovských Bohunicích. V důsledku toho byly v roce 1974 plány upraveny a došlo i ke změně projektu, od té doby se plánovaly čtyři typizované bloky VVER-440/213, jakožto nástupce typu 230. Stavba, zahájená roku 1975, byla přerušena v roce 1978, čímž došlo k několikaletému zpoždění v důsledku špatného rozhodnutí při začátku plánování elektrárny.
Struktura pojmenovávání projektů byla změněna tak, že projekt V2 o dvou blocích, který měl původně stát v Dukovanech se přesunul do Jaslovských Bohunic a později také změněn na VVER-440/213 a pro Dukovany byly vytvořené nové projekty V3 a V4, z čehož V3 nahrazuje V2 a V4 byl následně přidán dodatečně. Po rozpadu Československa se systém pojmenovávání jaderných elektráren písmeny „V“ a číslem uchytil pouze v elektrárně Jaslovské Bohunice, i když mělo jít o standardní názvy projektů jaderných elektráren v Československu (například Mochovce měly nést označení V5 pro bloky 1 a 2 a V6 pro bloky 3 a 4. V7 a V8 měly nést bloky 5, 6, 7 a 8, které nebyly nikdy postaveny).

### Výstavba a uvedení do provozu
Výstavbu EDU částečně dokumentuje československý film z roku 1984 s názvem Atomová katedrála. V letech 1975 až 1989 se v Československu přibližně zdvojnásobila výroba elektřiny. Obyvatelé sice dostatek elektřiny bezprostředně pocítili, protože zmizely blackouty běžné koncem 60. let, většinu elektráren ale tvořily elektrárny uhelné. Ty působily na řadě míst zhoršení kvality ovzduší a opakované ekologické demonstrace. To vedlo tehdejší komunistickou vládu k myšlence nahrazení uhelných elektráren elektrárnami jadernými. Podle původních předpokladů a životnosti, na kterou byly elektrárny navrženy, měly už koncem 20. století být uhelné elektrárny nahrazeny z velké většiny jadernými zdroji. Před rokem 1989 byly v Československu kromě EDU uvedeny do provozu nebo rozestavěny další tři jaderné elektrárny (JE Temelín a na slovenském území JE Jaslovské Bohunice a JE Mochovce).
Výstavbě elektrárny předcházelo zrušení tří vesnic, v jejichž katastrálních územích byla stavba projektována. Šlo o obec Skryje s jejich místní částí Lipňany a dále o obec Heřmanice. Skryjské území bylo připojeno k území obce Dukovany, heřmanické k území obce Rouchovany.
Výstavba prvního a druhého bloku jaderné elektrárny byla zahájena 1. ledna 1979. Prvního spuštění reaktor dosáhl dne 12. února 1985 a druhý dne 23. ledna 1986. Připojení k síti proběhla ve dnech 24. února 1985 a 30. ledna 1986. Komerční provoz byl zahájen 3. května 1985 pro blok 1 a 21. března 1986 pro blok 2. Další dvojice reaktorů zahájila výstavbu dne 1. března 1979. Prvního spuštění se dočkaly ve dnech 28. října 1986 a 1. června 1987. Připojení k síti proběhla 14. listopadu 1986 a 11. června 1987. Komerční provoz nastal 20. prosince 1986 pro blok 3 a 19. července 1987 pro blok 4. První blok byl uveden do provozu v roce 1985, čtvrtý v roce 1987.
Přibližně 80 % zařízení v EDU bylo vyrobeno v tehdejším Československu. Podklady pro projekt zpracovala sovětská firma LOTEP, prováděcí projekt Energoprojekt Praha, generálním dodavatelem stavby byly Průmyslové stavby Brno a generálním dodavatelem technologie Škoda Praha. Na výstavbě reaktorů spolu se sovětskými firmami spolupracovala Škoda Plzeň, která zároveň vyrobila a dodala všechny turbogenerátory. Parogenerátory vyrobily Vítkovické železárny.

### Modernizace během provozu
Během provozu je EDU neustále modernizována. V roce 2017 byla dokončena rozsáhlá modernizace systémů řízení a kontroly. Došlo ke zvýšení odolnosti všech objektů důležitých z pohledů jaderné bezpečnosti, posílení záložních a bezpečnostních systémů. Byly postaveny nové seizmicky odolné ventilátorové věže, rozšířen počet dieselgenerátorů včetně dvou tzv. SBO dieselgenerátorů o výkonu 3,2 MW pro případ úplné ztráty napájení. Proběhla instalace třetích čerpadel chlazení bazénu skladování a řada dalších opatření.
Dne 1. ledna 2017 byl změněn „atomový zákon“, kdy je tak nutné, aby vstup do tzv. životně důležitých prostor byl povolen pouze lidem s platnou bezpečnostní prověrkou, kterou uděluje Národní bezpečnostní úřad.
Od roku 2020 došlo k dalšímu zpřísnění norem. Do strategických prostor elektrárny mohou pracovníci vstupovat pouze s platnou bezpečnostní kvalifikací a nejméně ve dvou. Nově byly také upraveny vstupy a ploty. Součástí bezpečnostních opatření je bezletová zóna a speciální policejní jednotka, která sídlí přímo v JE Dukovany. V prosinci 2019, na základě auditu společnosti Det Norske Veritas GL, splnila EDU všechny mezinárodní normy ochrany prostředí. EDU je držitelem certifikátu ISO 14001 – Ekologický podnik. V roce 2020 byl instalován laserový systém, který chrání elektrárnu před útokem ze vzduchu (např. drony). V roce 2021 byla dokončena rekonstrukce 6. chladicí věže. V prosinci téhož roku byla postavena nová administrativní budova se 43 kancelářemi.

## Provoz elektrárny
K roku 2025 je elektrárna v provozu 40 let. Vzhledem k faktu, že v elektrárně a v okolí je k dispozici kompletní energetická infrastruktura, bylo rozhodnuto o rozšíření elektrárny výstavbou dvou nových bloků. Rozhodnutí je součástí aktualizované státní energetická koncepce, která v souvislosti s postupným utlumováním výroby v uhelných elektrárnách, počítá s nárůstem výroby z obnovitelných a jaderných zdrojů, přechodně doplněných plynovými zdroji.

### Lex Dukovany
V březnu 2021 zaslal spolek Pro dostavbu JETE jihočeským poslancům a senátorům otevřený dopis, ve kterém je žádal, aby bylo upřednostněno rozšíření elektrárny Temelín před elektrárnou Dukovany. V dubnu roku 2021 přijala vláda ČR rozhodnutí o tom, že v tendru rozšíření elektrárny nebude osloven ruský Rosatom. Dne 27. září 2021 tehdejší prezident republiky Miloš Zeman podepsal zákon o opatřeních k přechodu Česka k nízkouhlíkové energetice (tzv. Lex Dukovany). Z výstavby byly zároveň vyloučeny ruské a čínské firmy. Spolek Pro dostavbu JETE upozornil, že tímto zákonem byly z dodavatelského řetězce vyřazeny také české firmy s majetkovou účastí ruských subjektů.

### Dodávky paliva
Firma ČEZ v roce 2023 podepsala smlouvu na dodávky palivových souborů pro elektrárnu Dukovany s americkou firmou Westinghouse a francouzskou firmou Framatome. Zatímco Westinghouse si palivo vyrábí sám, u Framatomu jde o licenční výrobu paliva firmy TVEL. Současně probíhají jednání s Framatomem o vývoji vlastního paliva, na kterém by se podílela i firma ČEZ. Riziko, že by ruský TVEL (patřící pod státní podnik Rosatom) mohl Framatomu licenci odebrat, podle předsedkyně Státního úřadu pro jadernou bezpečnost Dany Drábové vyloučit nelze, není ale pravděpodobné.
Nové palivové články měly být dodávány do EDU od konce roku 2024. Ruská firma TVEL dodávala palivo nepřetržitě od spuštění elektrárny. Původně se předpokládalo, že náhrada dodavatele nebude možná, avšak firma Westinghouse urychlila jeho vývoj. Palivo pro Dukovany bude vyráběno v pobočce firmy Westinghouse ve Švédsku. Podle firmy ČEZ bude ve skladech elektrárny nadále udržována zásoba paliva na přibližně tři roky provozu. Z důvodu zpoždění vývoje jaderných palivových článků pro EDU, bude ruská státní firma TVEL dodávat palivo pro EDU až do roku 2028. Důvodem je skutečnost, že před rokem 2022 žádná firma, kromě ruského TVELu palivové články vhodné pro EDU nenabízela. Po roce 2028 bude palivo postupně nahrazováno od firem Westinghouse a Framatome.

## Budoucnost

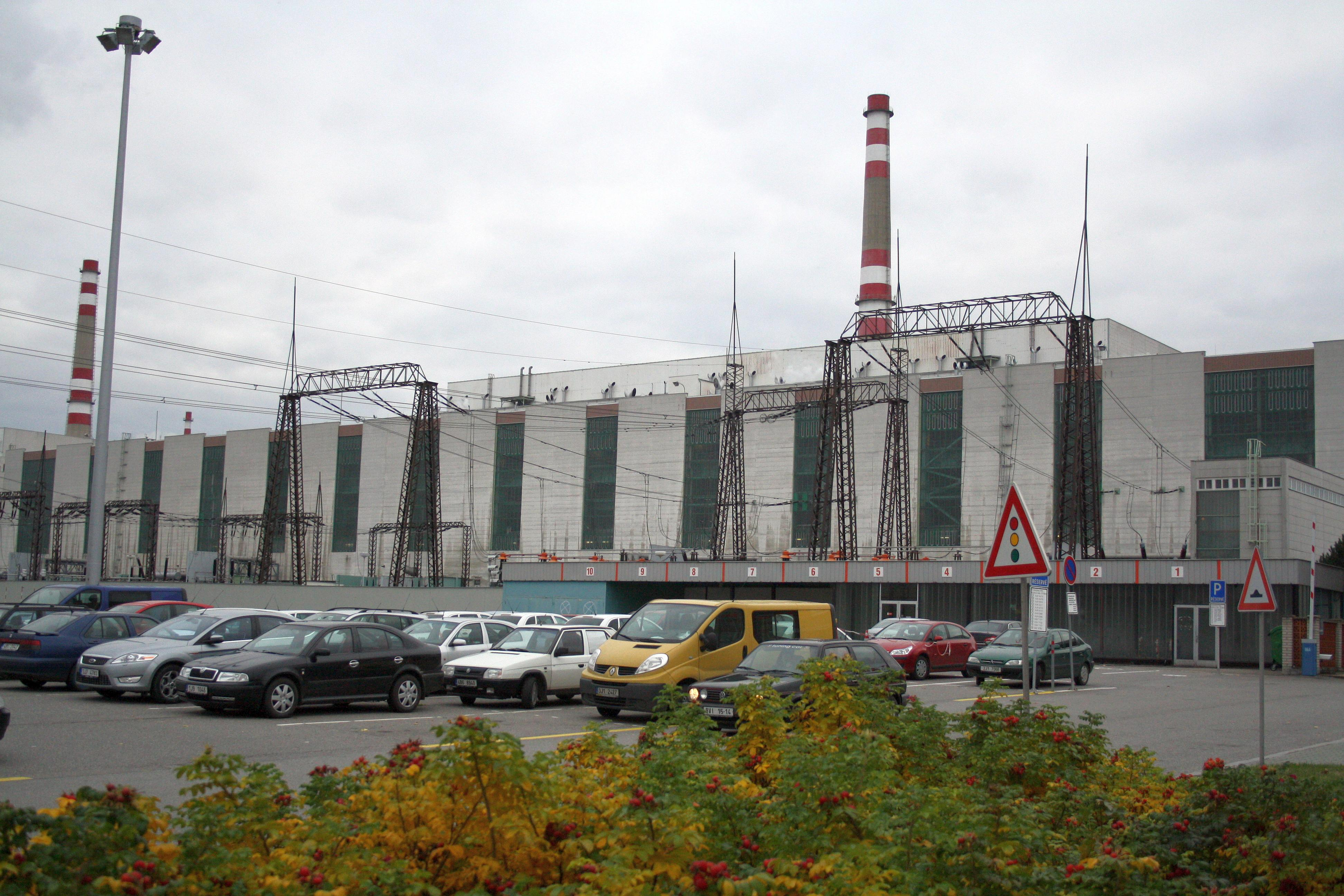
První a druhý blok

### Výstavba nových bloků
Dne 23. prosince 2015 založila společnost ČEZ dceřinou společnost s názvem Elektrárna Dukovany II (EDU II). se základním kapitálem 969 mil. Kč. Jejím úkolem je připravit výstavbu dvou nových bloků v prostorách současné EDU. Nový jaderný zdroj EDU II má dle společnosti ČEZ přispět k plnění klimatických závazků a zajištění energetické bezpečnosti České republiky. K 31. 12. 2023 měla společnost EDU II 154 zaměstnanců. Společnost Elektrárna Dukovany II, a. s., vynaložila za rok 2023 prostředky na investice do dlouhodobého majetku ve výši 620 mil. Kč. Nové bloky by měly nahradit část současného výkonu elektrárny, jejíž provoz by měl být ukončen do roku 2047. Stát bude v průběhu stavby garantovat stabilitu legislativního a regulatorního prostředí.

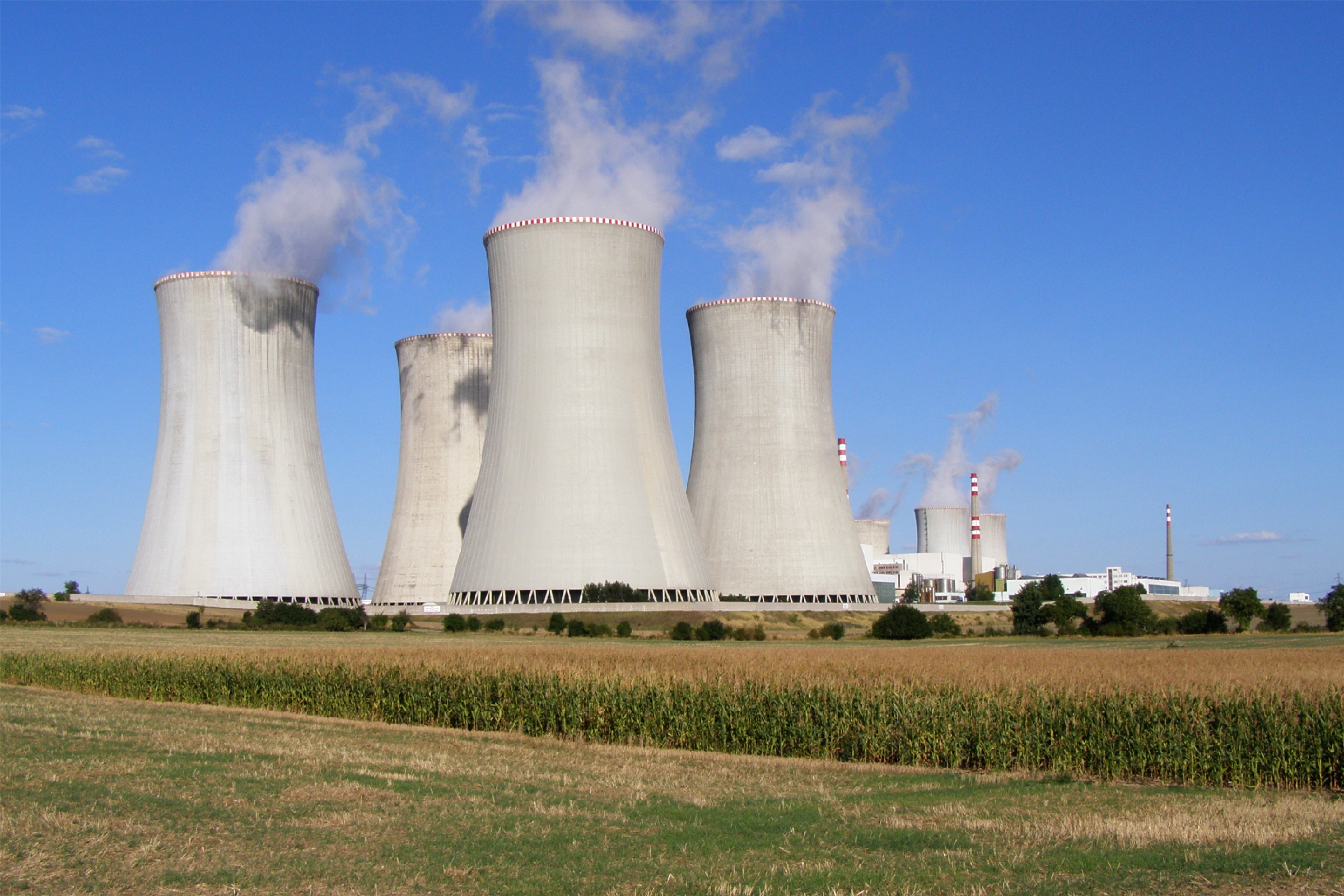
Chladicí věže

Výběrové řízení na nové bloky bylo spuštěno firmou ČEZ dne 17. března 2022. Ministerstvo průmyslu a obchodu udělilo ke spuštění povolení poté, co bezpečnostní složky ukončily bezpečnostní posouzení všech tří uchazečů (jihokorejská KHNP, francouzská EDF a americký Westinghouse). V lednu 2024 byl Westinghouse z tendru vyloučen pro nesplnění závazných požadavků. Zbývající účastníky tendru, francouzskou firmu EDF a korejskou KHNP vláda vyzvala k podání závazných nabídek na stavbu až čtyř jaderných bloků. Na konci dubna 2024 schválila Evropská komise stavbu pátého bloku v Dukovanech. V červenci 2024 byla za vítěze tendru prohlášena jihokorejská společnost KHNP. Proběhlo vyjednávání o opci na výstavbu dalších dvou reaktorů v jaderné elektrárně Temelín. Stavba dvou bloků má začít v roce 2029, zkušební provoz prvního bloku v roce 2036. Přípravné práce budou do roku 2029 stát mezi 80 a 85 miliardami korun a stavba dvou reaktorů by měla celkově vyjít na 400 miliard korun. Nové bloky by měly být postaveny západně od současného areálu. KHNP ve výběrovém řízení nabídla, že je připravena zapojit české firmy na budování nových jaderných bloků až ze 65 %. Na konci dubna 2025 bylo oznámeno, že k podpisu smlouvy mezi ČEZem a KHNP proběhne „v nejbližší době“. Kromě toho taky vyšlo najevo, že šestý blok by měl být uveden do provozu v roce 2037 nebo 2038, tzn. rok až dva po pátém podle oficiálního plánování.

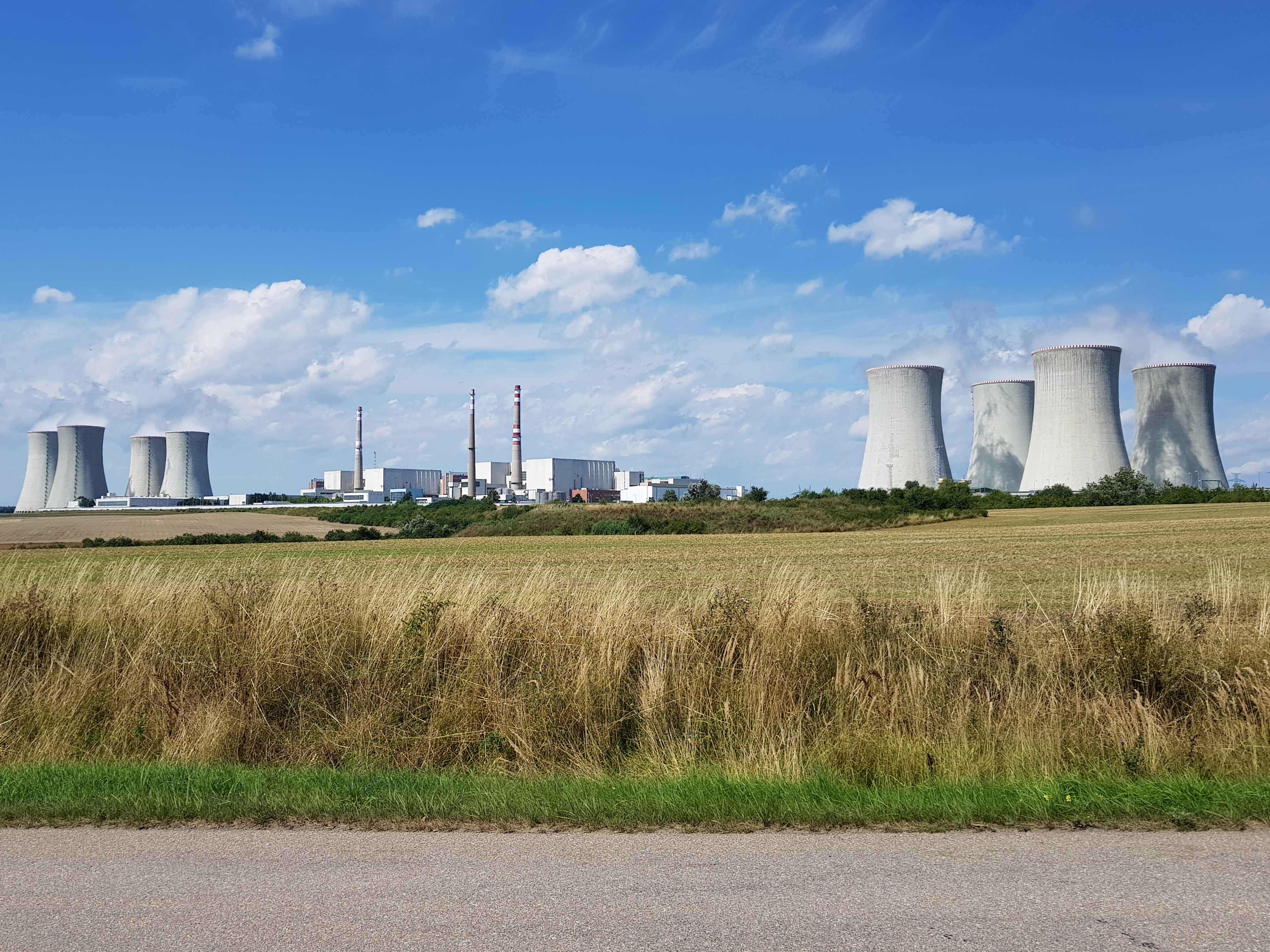
Pohled na jadernou elektrárnu z jihu

Dne 30. dubna 2025 vyšlo najevo, že smlouva s KHNP bude podepsána 7. května 2025. Tím tak skončily soudní spory se společnostmi EDF a Westinghouse. Dne 2. května 2025 podala neúspěšná francouzská firma EDF žalobu na Krajský soud v Brně[ujasnit] kvůli nedostatečnému posouzení projektu ČEZ a následně i ÚOHS a zároveň se obrátila na Evropskou komisi s tím, že KHNP a její mateřská společnost KEPCO používají skrytou státní podporu.
K podpisu smlouvy dne 7. května nedošlo, neboť krajský soud v Brně vydal den před tím předběžné opatření, kterým zablokoval podpis smlouvy na návrh EDF. Do sporu se vložil i francouzský místopředseda Evropská komise Stéphane Séjourné, který je rovněž komisařem EK pro prosperitu a průmyslovou strategii, který zaslal ministru Lukáši Vlčkovi dopis, ve kterém žádá o odklad podpisu smlouvy. Séjourné v dopise zmiňuje, že EK prověřuje, zdali společnosti KHNP nebyly poskytnuty zahraniční subvence, které by ovlivnily vnitřní trh Evropské unie. Dle premiéra Fialy se nejedná o stanovisko EK, ale žádost o odklad se musí respektovat. Dopis kritizoval generální ředitel skupiny ČEZ Daniel Beneš, který označil skupinu EDF jako sabotérku výstavby nových bloků. Bývalý ředitel ČEZ Jaroslav Míl prohlásil, že obstrukce francouzské strany mohou vést k mezivládní dohodě české a korejské vlády, která by Evropskou komisi i soud obešla. KHNP podala kasační stížnost proti soudnímu opatření. Dne 4. června 2025 nejvyšší správní soud zrušil opatření, které blokovalo podpis smlouvy o výstavbě nových bloků. Téhož dne elektronicky podepsala společnost EDU II sadu smluv o výstavbě 2 bloků elektrárny Dukovany se společností KHNP. Rámcový kontrakt je na výstavbu bloků 5 a 6 firmou KHNP v jaderné elektrárně Dukovany za 407 miliard korun a dodávka paliva na 10 let korejskou společností KEPCO za 15 až 20 miliard korun. Součástí dohody je opce na výstavbu dalších dvou bloků v jaderné elektrárně Temelín. Plánované bloky jsou modelu APR1000 a vycházejí z řady reaktorů OPR-1000 jihokorejské konstrukce, která vzešla z reaktorových modelů z 80. let ze Spojených států.
Dokumentace k povolení stavby, kterou EDU II předloží Státnímu úřadu jaderné bezpečnosti, by měla být hotova do konce roku 2026. Notifikaci k Evropské komisi, která zahrnuje změnu financování a rozšíření na dva bloky, řeší primárně ministerstvo průmyslu a obchodu.
V srpnu 2025 se rakouská hejtmanka Johanna Miklová-Leitnerová písemně obrátila na Evropskou komisi s cílem zastavit rozšíření Dukovan a jaderné energetiky v Česku. Podle ní má stavba bezpečnostní riziko. „Tento vysoce nebezpečný experiment přímo před domovními dveřmi tisíců lidí v Dolním Rakousku musíme společně zastavit,“ uvedla. Hejtmanka byla zvolena za Rakouskou lidovou stranu (ÖVP).

## Pro veřejnost

### Infocentrum

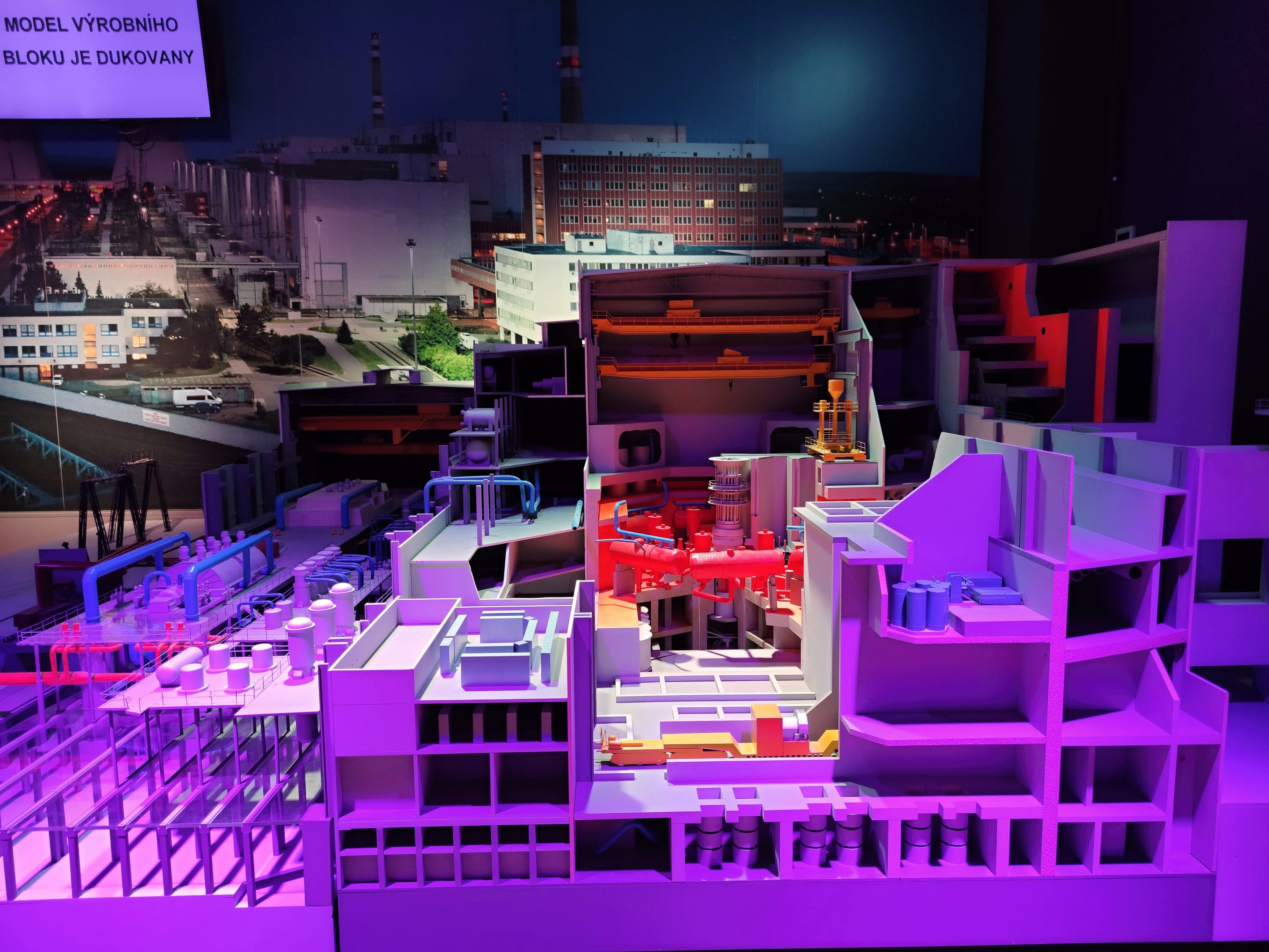
Model elektrárny v Informačním centru

Pod jadernou elektrárnu spadá rovněž informační centrum. To funguje od roku 1994. V roce 2019 navštívilo infocentrum téměř 40 tisíc návštěvníků. Na konci roku 2019 byla dokončena rekonstrukce infocentra, od roku 2020 je v provozu model aktivní zóny v poměru 1:1 a další nové expozice.
V listopadu 2022 infocentrum zprovoznilo virtuální prohlídku elektrárny ReakTour. I díky tomu patří Infocentrum EDU dlouhodobě k nejnavštěvovanějším místům kraje Vysočina. Za rok 2024 jej navštívilo přibližně 42 tisíc návštěvníků.

### Zvířata v areálu a ekologie
V blízkosti jaderné elektrárny se zdržují různé druhy zvířat. Z nádrží pod chladicími věžemi bylo odchyceno několik úhořů, kteří nejspíš pochází z vod Dalešické nádrže. V blízké retenční nádrži žijí bobři. V areálu lze pak potkat taky zajíce, holuby a lišku. Na chladicích věžích zahnízdí poštolky a na zimu se sem slétávají netopýři. V srpnu roku 2018 se v areálu elektrárny objevila užovka. Na jaře 2020 zde poprvé zahnízdil pár sokola stěhovavého, který zde úspěšně vyvedl čtyři mláďata. Tento sokolí pár byl jediným v kraji Vysočina.
Od roku 2019 je v areálu k dispozici rychlodobíjecí stanice pro elektromobily. Jde o první českou „jadernou“ rychlodobíjecí stanici, protože je napájená výhradně z produkce bezemisního jaderného zdroje – stojanu ČEZ u dukovanské elektrárny. Umožňuje dobíjení dvou aut najednou a za první pololetí roku 2020 dodala do baterií e-aut více než 3 MWh elektřiny. Umožnila tak elektromobilům ujet téměř 24 tisíc kilometrů, což odpovídá cestě desetkrát kolem celé České republiky. Celkem se u dukovanské elektrárny nachází 5 dobíjecích stanic pro elektromobily a 4 stanice pro dobíjení elektrokol.
V roce 2020 byla v areálu jaderné elektrárny vytvořena retenční nádrž pro odtok z parkoviště.

## Havárie a poruchy

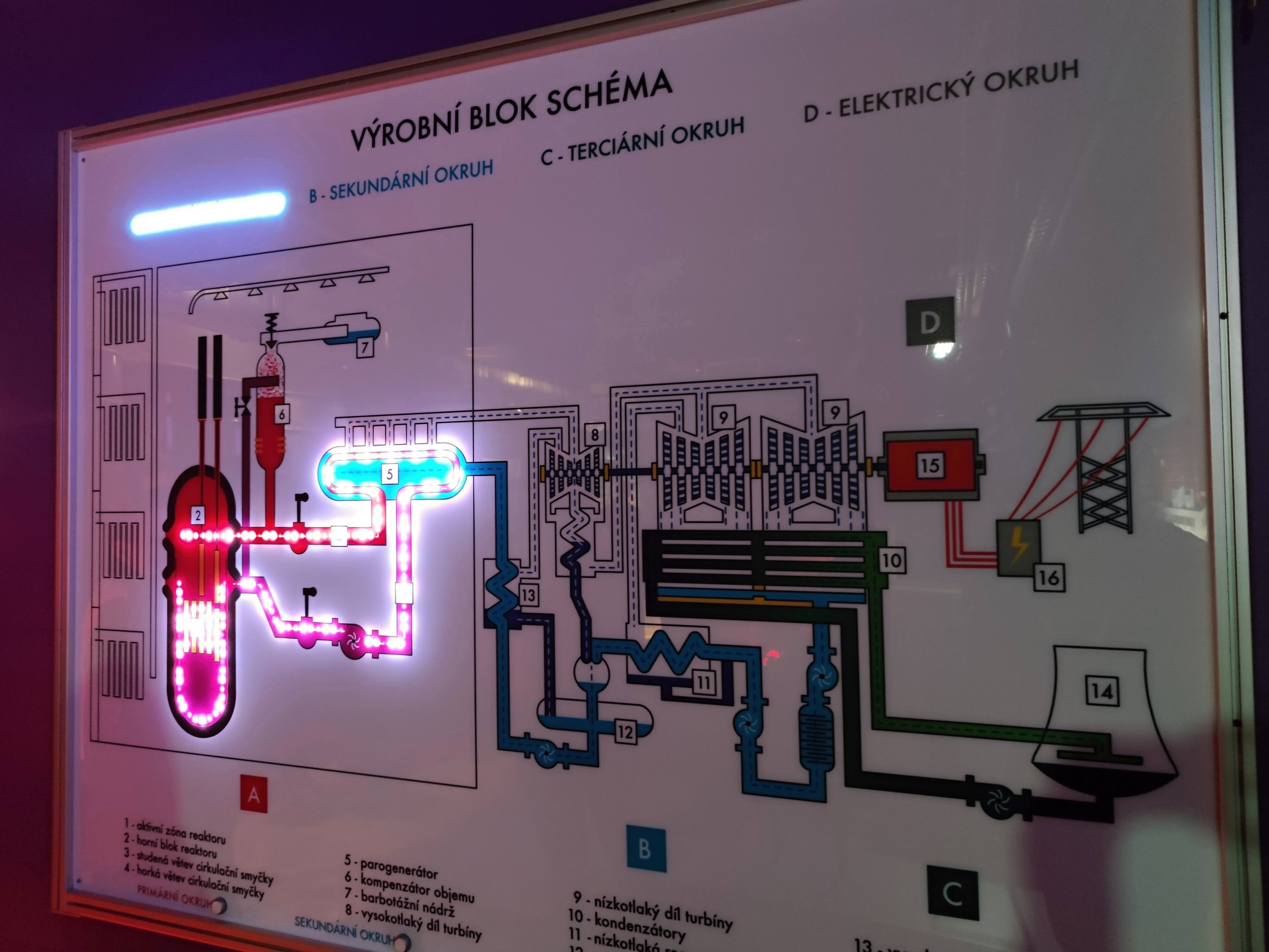
Schéma výrobního bloku - Informační centrum

Za období provozu EDU se stala jediná nehoda klasifikovaná podle Mezinárodní stupnice jaderných událostí INES na stupni 2 - havárie. Došlo k ní na počátku devadesátých let z důvodu odpojení elektrárny od vnější sítě v rozvodně Slavětice. Jeden ze tří bloků, které byly v provozu, nezreguloval programově na tzv. vlastní spotřebu, ale jeho chlazení zajistil až start dieselgenerátorů. Nedošlo k žádným škodám.
V roce 1994 došlo k požáru jednoho z dvojice odbočkových transformátorů 32 MVA na 3. bloku, sloužících pro napájení vlastní spotřeby bloku, umístěného před budovou strojovny.
V květnu roku 1996 došlo ke vznícení par acetonu a následné explozi při revizi 2. bloku elektrárny. Při nehodě nebylo zničeno žádné zařízení a nevznikla hmotná škoda, incident tak nebyl klasifikován na stupnici havárií.
Koncem roku 2015 produkoval energii v EDU jen jeden blok. Příčinou byla prověrka několika tisíc provedených svarů. Svary na potrubí elektrárny kontrolovala pomocí snímkování firma Tediko. Technik, přestože věděl, že se kontrola provádí nejméně na tři expozice vzájemně pootočené, pořídil vždy tři totožné rentgenové snímky bez dalšího pootočení zářiče. Zhruba 120 denní odstávky bloků znamenaly pro společnost škodu až 13 miliard korun.

## Ekonomika provozu
Elektrárna stála 25 mld. Kčs, podle údajů ČEZ se od doby uvedení do provozu do roku 2005 už dvakrát zaplatila.

### Výrobní ukazatele EDU
| Rok          | 2001   | 2002   | 2003   | 2004   | 2005   | 2006   | 2007   | 2008   | 2009   | 2010   |
| Výroba [TWh] | 13,593 | 13,299 | 13,755 | 13,632 | 13,744 | 14,025 | 13,907 | 14,448 | 13,995 | 14,176 |
| Rok          | 2011   | 2012   | 2013   | 2014   | 2015   | 2016   | 2017   | 2018   | 2019   | 2020   |
| Výroba [TWh] | 14,369 | 15,022 | 15,576 | 15,371 | 12,608 | 11,954 | 11,860 | 14,258 | 14,481 | 14,297 |
| Rok          | 2021   | 2022   | 2023   | 2024   | 2025   | 2026   | 2027   | 2028   | 2029   | 2030   |
| Výroba [TWh] | 14,868 | 14,727 | 14,327 | 14,691 |        |        |        |        |        |        |

## Technické informace

### Reaktory
Jaderná elektrárna Dukovany má čtyři bloky VVER 440, typ V 213. Původně disponoval každý elektrickým výkonem 440 MW, dnes díky modernizaci z let 2005–2025 dosažitelným elektrickým výkonem 4 × 512 MW. V aktivní zóně každého reaktoru je umístěno 349 palivových souborů, z toho 37 regulačních kazet s absorpční a palivovou částí. Každý palivový soubor je tvořen 126 palivovými pruty, ve kterých je palivo hermeticky uzavřeno. Výška aktivní zóny je 2,5 m, průměr 2,88 m.

### Palivo
Palivem je uran obohacený na přibližně 4,25 % 235U. V reaktoru se vyměňuje jedna pětina palivových kazet ročně. Vsázka paliva reaktoru má hmotnost 42 tun. Při výměně paliva dochází k nahrazení čtvrtiny až pětiny paliva a následně kazety chladnou šest let v sousedním palivovém bazénu, odkud jsou přemístěny do meziskladu použitého paliva.

### Chlazení
Objem chladiva v primárním okruhu je 209 m³. Reaktorem za hodinu proteče 42 000 m³ vody.
Zdrojem technologické vody (především pro chlazení) je vodní dílo Dalešice společně s vyrovnávací nádrží Mohelno. Vodní dílo Dalešice je zároveň výkonný zdroj, který by posloužil EDU v případě blackoutu a v případě přebytku dokáže ukládat elektrickou energii ve formě potenciální energie vody. Elektrárna má 8 chladicích věží. Maximální odpar z chladicích věží při plném výkonu bloků je 1 m³/s.

### Meteorologická observatoř a meteorologický stožár
Cca 1 km severozápadně od areálu elektrárny se nachází meteorologická observatoř pro měření meteorologických prvků a radiace, jejíž součástí je 136 m vysoký meteorologický stožár (pro měření směru, rychlosti větru, teploty a vlhkosti vzduchu v daných hladinách), doplněno o měření vertikálního profilu charakteristik turbulence atmosféry akustickým systémem SODAR-RASS.
Všechna měření a pozorování pro potřeby elektrárny Dukovany jsou realizována v souladu s platnými mezinárodními normami IAEA (International Atomic Energy Agency, česky Mezinárodní agentura pro atomovou energii). Meteorologická observatoř zároveň plní úkoly vyplývající z náplně standardních pozemních meteorologických stanic, obdobně jako meteorologická observatoř při jaderné elektrárně Temelín.

### Zásobování teplem
Již od roku 1976 se plánovalo, že v roce 1985 bude potřeba zásobit teplem z jaderné elektrárny město Brno, teplovod měl stát 1,9 miliardy korun. Kvůli změně režimu a později také kvůli ekonomické nevýhodnosti byl projekt zastaven.
V roce 2022 byl jako reakce na možné zastavení dodávek zemního plynu z Ruské federace projekt oživen. Teplovod dlouhý přes 40 kilometrů má být hotov v roce 2028. V květnu roku 2023 byla podepsána smlouva o projektu mezi ČEZ a Teplárnami Brno.

## Další jaderná zařízení v areálu elektrárny

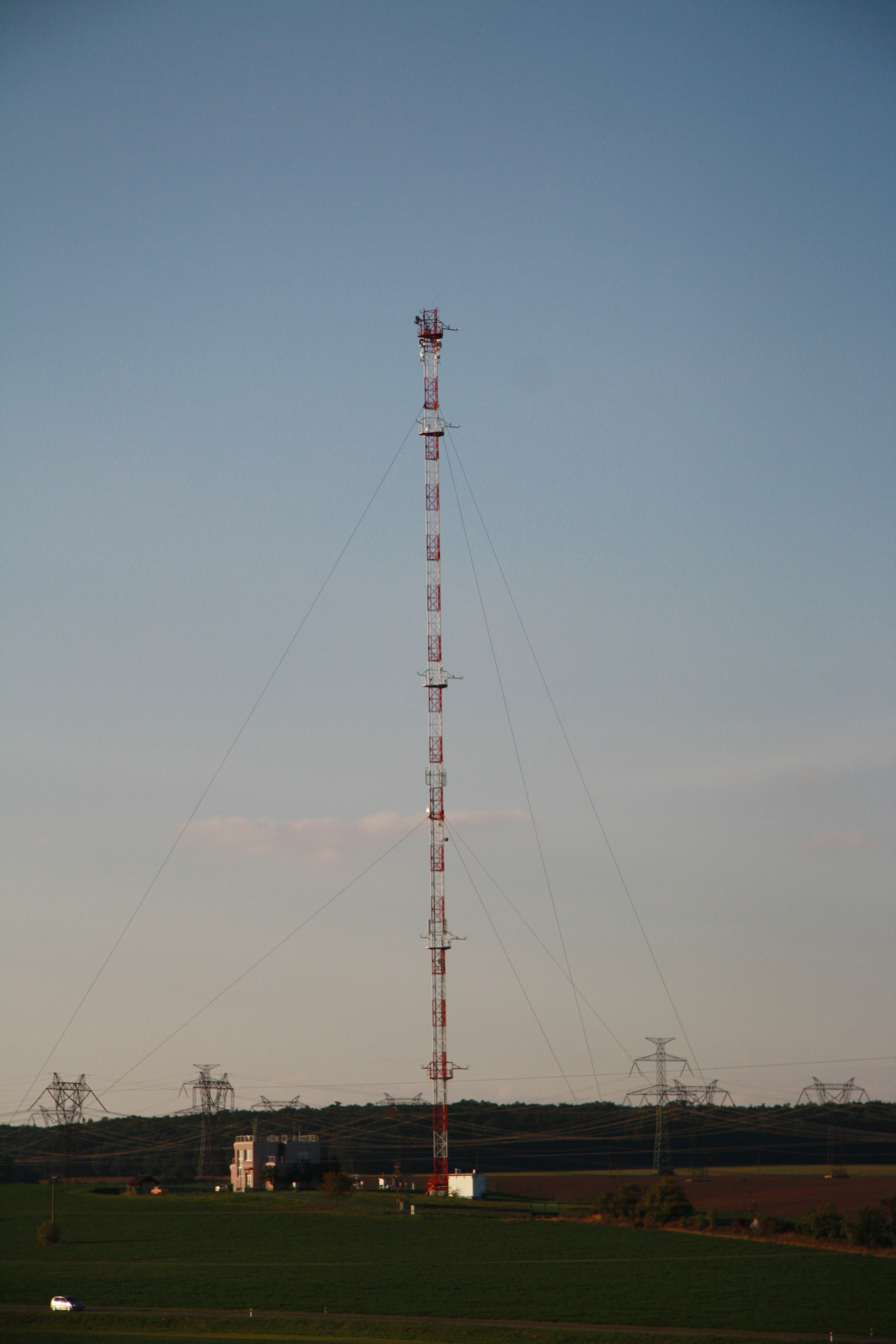
Meteorologický stožár

V areálu jaderné elektrárny Dukovany jsou kromě čtyř reaktorových bloků další dvě jaderná zařízení, úložiště nízko a středně radioaktivních odpadů a dva sklady použitého jaderného paliva s celkovou kapacitou 194 obalových souborů.

## Informace o reaktorech
| Reaktor    | Typ reaktoru | Výkon   | Výkon   | Zahájení výstavby | Připojení k síti | Uvedení do provozu | Uzavření |
| Reaktor    | Typ reaktoru | Čistý   | Hrubý   | Zahájení výstavby | Připojení k síti | Uvedení do provozu | Uzavření |
| ---------- | ------------ | ------- | ------- | ----------------- | ---------------- | ------------------ | -------- |
| Dukovany-1 | VVER-440/213 | 479 MW  | 512 MW  | 1. 1. 1979        | 24. 2. 1985      | 3. 5. 1985         |          |
| Dukovany-2 | VVER-440/213 | 479 MW  | 512 MW  | 1. 1. 1979        | 30. 1. 1986      | 21. 3. 1986        |          |
| Dukovany-3 | VVER-440/213 | 479 MW  | 512 MW  | 1. 3. 1979        | 14. 11. 1986     | 20. 12. 1986       |          |
| Dukovany-4 | VVER-440/213 | 479 MW  | 512 MW  | 1. 3. 1979        | 11. 6. 1987      | 19. 7. 1987        |          |
| Dukovany-5 | APR1000      | 1000 MW | 1050 MW | 2029              | 2036             |                    |          |
| Dukovany-6 | APR1000      | 1000 MW | 1050 MW | 2030              | 2037/2038        |                    |          |